# Aeropuerto de Chōfu
El Aeropuerto de Chōfu (調布飛行場 Chōfu Hikōjō) (OACI:RJTF) es un aeropuerto localizado al noroeste de Chōfu, Tokio, Japón, al oeste del centro de Tokio. Es administrado por el Gobierno Metropolitano de Tokio. La principal actividad comercial del aeropuerto son los nuevos vuelos aéreos de New Central Airlines a las islas al sur de Tokio.

## Aerolíneas y destinos
| Aerolíneas           | Destinos                               |
| -------------------- | -------------------------------------- |
| New Central Airlines | Kōzushima, Miyakejima, Niijima, Oshima |

## Historia
Los planes para el aeropuerto fueron creados en 1938. Su construcción comenzó en 1939 y fue abierto en 1941. Tenía dos pistas, una de 1000 metros y otra de 675 metros. Durante la guerra del Pacífico fue utilizado exclusivamente por el Servicio Aéreo del Ejército Imperial Japónés.
El aeropuerto fue sede de los combatientes Kawasaki Ki-61 utilizados para la defensa aérea contra los bombardeos Boeing B-29 Superfortress por parte de las Fuerzas Aéreas del Ejército de los Estados Unidos (USAAF).
En 1944 se construyeron varios hangares de hormigón para proteger la aeronave de ataques aéreos. Dos de ellos se conservan en lo que ahora es un pequeño parque al este del actual aeropuerto.
Ocupado después de la guerra por las fuerzas estadounidenses, el aeropuerto se utilizó brevemente como base para los aviones de reconocimiento fotográfico Lockheed F-5 Lightning del 6.º y 71.º Grupos de Reconocimiento que comenzaron a finales de septiembre de 1945, trazando la extensión del daño durante la guerra sobre Honshū. Los vuelos de la cartografía terminaron en enero de 1946, terminando el uso militar operacional por los americanos. La USAAF no vio la necesidad de la instalación, especialmente dada su proximidad a la zona urbana densamente poblada. Fue dado vuelta al gobierno de la ocupación en 1946, siendo devuelto eventual al control japonés.

## Accidentes e incidentes
- El 10 de agosto de 1980, un avión privado chocó contra el patio de recreo de la Escuela Secundaria Chofu después del despegue, matando a todos a bordo
- El 26 de julio de 2015, un Piper PA-46 Malibu pilotado por Taishi Kawamura y con cuatro pasajeros a bordo, se estrelló en una zona residencial justo después del despegue. Tres personas murieron en el accidente, incluido el piloto, uno de los pasajeros y una mujer en el suelo. Los otros tres pasajeros sobrevivieron con lesiones, al igual que dos personas en el suelo. Testigos en el terreno informaron que el motor hizo un sonido anormal mientras volaba sobre ellos. Varios videos fueron subidos a YouTube mostrando el avión volando más bajo que de costumbre después del despegue. Tres investigadores de la Junta de Seguridad del Transporte de Japón fueron enviados pronto al lugar del accidente. El Departamento de Policía Metropolitana de Tokio también inició una investigación, sospechando negligencia profesional que resultó en lesiones y muerte. El trabajo inicial de investigación reveló que el avión estuvo involucrado en un incidente de aterrizaje en un aeropuerto de Hokkaido en octubre de 2004. También se encontraron varias anomalías con el plan de vuelo. Las especulaciones de los medios sugieren la negligencia del motor o del profesional como causas probables del desplome.
- El 29 de febrero de 2016, un helicóptero Huey Bell UH-1N de la Fuerza Aérea de los Estados Unidos del 459.º Escuadrón de Transporte Aéreo de la Base Aérea de Yokota en un vuelo a una instalación militar estadounidense en Minato, Tokio, causó problemas de motor. No había fuego ni lesiones a las nueve personas a bordo. Los vuelos en el aeropuerto no fueron afectados.